# 圣卢 (卢瓦-谢尔省)
圣卢（法語：Saint-Loup，法語發音：[sɛ̃ lu]）是法国卢瓦-谢尔省的一个市镇，属于罗莫朗坦-朗特奈区。

## 地理
圣卢（47°15'55"N, 1°50'22"E）面积14.7 平方千米，位于法国中央-卢瓦尔河谷大区卢瓦-谢尔省，该省份为法国中北部省份，北起厄尔-卢瓦省，东北接卢瓦雷省，东南接谢尔省，南至安德尔省，西南接安德尔-卢瓦尔省，西北接萨尔特省。
与圣卢接壤的市镇（或旧市镇、城区）包括：昂茹安、拉沙佩勒蒙马丹、谢尔河畔朗贡、马赖、谢尔河畔梅讷图、谢尔河畔圣于连。

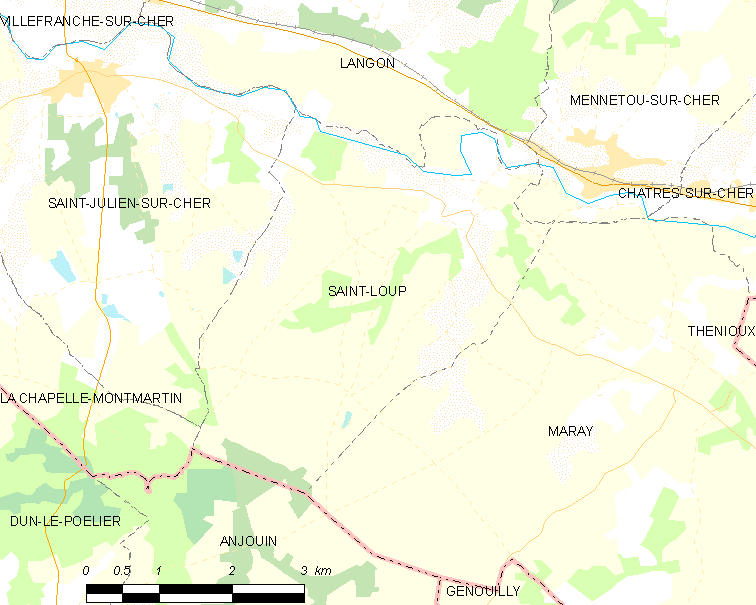
的OSM定位图

圣卢的时区为UTC+01:00、UTC+02:00（夏令时）。

## 行政
圣卢的邮政编码为41320，INSEE市镇编码为41222。

## 政治
圣卢所属的省级选区为谢尔河畔塞勒县。

## 人口

1962-2008年间人口变化图示

圣卢于2022年1月1日时的人口数量为365人。